# 皮卡第地区蒙托邦
皮卡第地区蒙托邦（法語：Montauban-de-Picardie，法語發音：[mɔ̃tobɑ̃ də pikaʁdi]）是法国上法蘭西大區索姆省的一个市镇，属于佩罗讷区。

## 地理
皮卡第地区蒙托邦（50°0'24"N, 2°46'45"E）面积7.67 平方千米，位于法国上法蘭西大區索姆省，该省份为法国北部沿海省份，北起加来海峡省和北部省，西接滨海塞纳省和大西洋英吉利海峡，南至瓦兹省，东临埃纳省。
与皮卡第地区蒙托邦接壤的市镇（或旧市镇、城区）包括：马里库尔、巴藏坦、阿尔德库尔欧布瓦、隆格瓦勒、卡尔努瓦-马梅。

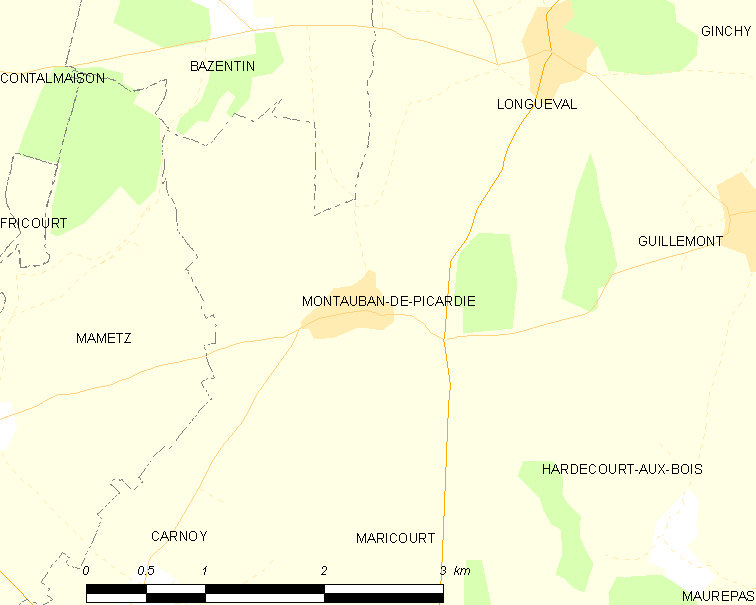
皮卡第地区蒙托邦的OSM定位图

皮卡第地区蒙托邦的时区为UTC+01:00、UTC+02:00（夏令时）。

## 行政
皮卡第地区蒙托邦的邮政编码为80300，INSEE市镇编码为80560。

## 政治
皮卡第地区蒙托邦所属的省级选区为阿尔贝县。

## 人口

1962-2008年间皮卡第地区蒙托邦人口变化图示

皮卡第地区蒙托邦于2022年1月1日时的人口数量为216人。